# 假装情侣
《假装情侣》（英語：The Pretending Lovers），导演刘奋斗，主演黄渤、江一燕、张默、夏嘉伟。

## 剧情
保险公司销售员“陈文”按照女子“沈露”的请求当了她的假男友，两人在一起开心愉快，并且日久生情，爱上对方。一天，沈露消失了，当他们再度见面，沈露提出结束他们的感情游戏。

## 演出
| 演员   | 角色 | 备注 |
| 黄渤   | 陈文 |      |
| 江一燕 | 沈露 |      |
| 张默   | 室友 |      |
| 夏嘉伟 | 老板 |      |
| 王妍苏 | 护士 |      |
| 李海滨 | 医生 |      |
| 张雨涵 | 同事 |      |
| 高亦菲 | 同事 |      |

## 曲目
- 主题曲《临时演员》，黄渤。
- 插曲《原来这就是爱》，李圣杰。
- 插曲《害怕爱上你》，谭维维。

## 上映
该片票房创佳绩。
江一燕的演技赢得观众的口碑和认可。